# Mauricio Henao
Mauricio Henao (Armenia, Quindío, 16 de febrero de 1987) es un actor y modelo colombiano.

## Biografía
Mauricio se crio en Colombia hasta que cumplió los 12 años de edad, luego de esto se muda a Estados Unidos con su madre y sus dos hermanos, a la ciudad de Nueva York en donde se dedicó a modelar por diferentes ciudades locales tanto de Europa como de Estados Unidos, llegando a trabajar con Nicolas Felizola, Tommy Hilfiger, Calvin Klein, Paul Joe Paris, entre otros. A los 25 años decide ir a la Ciudad de México por un proyecto actoral.
En 2011, filmó la nueva telenovela juvenil de Nickelodeon Latinoamérica llamada Grachi, que fue todo un éxito en toda Latinoamérica, y a fines de 2011 filmó la segunda temporada de Grachi, que se estrenó el 27 de febrero de 2012. En este proyecto compartió escena con Isabella Castillo, Andrés Mercado, Kimberly Dos Ramos, Sol Rodríguez, Lance Dos Ramos, María Gabriela de Faría, Willy Martin, entre otros.

## Carrera
A comienzos de 2009, en la ciudad de Miami, comenzó sus talleres de actuación con su profesor Roberto Huicochea quien además lo ayudó a controlar y neutralizar su acento, poco después de seis meses se le presenta la oportunidad de hacer casting en Telemundo Studios para el proyecto de ¿Dónde está Elisa? y fue escogido para hacer el papel de Eduardo hijo de Catherine Siachoque y Roberto Mateos. Mauricio fue requerido nuevamente por la Cadena Telemundo para interpretar al protagonista juvenil en la telenovela El fantasma de Elena donde compartió créditos con Elizabeth Gutiérrez y Ana Layevska. 
Mauricio grabó su tercera novela, Grachi, una historia juvenil mágica de Nickelodeon donde interpreta a Tony y Mi corazón insiste. En 2012 participó en Último año, donde interpretó a Martin Santoro, junto a Kendra Santacruz.

## Filmografía
| Año       | Título                 | Personaje                   |
| --------- | ---------------------- | --------------------------- |
| 2025      | Isla brava             | Leonel                      |
| 2025      | La jefa                | Mateo Restrepo              |
| 2023      | Perfil falso           | Adrián Ferrer               |
| 2022      | Donde hubo fuego       | Daniel Quiroga              |
| 2022      | La herencia            | Mateo del Monte Arango      |
| 2019-2020 | Médicos, línea de vida | Marco Zavala                |
| 2019      | Betty en Nueva York    | Fabio Restrepo              |
| 2018      | Mi familia perfecta    | Santiago Vélez              |
| 2015-2018 | Señora Acero           | José Ángel "Pepito" Godoy   |
| 2014      | La impostora           | Jorge Andrés León Altamira  |
| 2013      | La tempestad           | Valentín                    |
| 2012      | Último año             | Martín Santoro / Tomás Ruíz |
| 2011-2013 | Grachi                 | Antonio "Tony" Gordillo     |
| 2011      | Mi corazón insiste     | Daniel Santacruz            |
| 2010-2011 | El fantasma de Elena   | Michell Mayerston           |
| 2010      | ¿Dónde está Elisa?     | Eduardo Cáceres Altamira    |

## Premios y nominaciones
| Año  | Premiación                | Categoría                 | Telenovela         | Resultado |
| ---- | ------------------------- | ------------------------- | ------------------ | --------- |
| 2011 | People en Español         | Mejor actor secundario    | Mi corazón insiste | Nominado  |
| 2012 | Miami Life Awards         | Actor de reparto          | Mi corazón insiste | Nominado  |
| 2012 | Kids Choice Awards México | Actor favorito de reparto | Grachi             | Nominado  |